# Bled
Bled (pînă în 1918 s-a numit Veldes) este o renumită stațiune montană din Slovenia. Localitatea Bled are 5.252 de locuitori.
Orașul este situat în Alpii Iulieni, pe malul lacului montan Bled (Blejsko jezero), în mijlocul căruia se află o mică insulă (Blejski Otok) ocupată de o mănăstire medievală (biserica Sf. Maria).
Printre obiectivele turistice importante se mai numără castelul Bled din sec. XI-XVI (castelul Grimschitz), precum și Vila Bled, o fostă reședință montană a familiei regale iugoslave, astăzi transformată în hotel.

## Galerie imagini

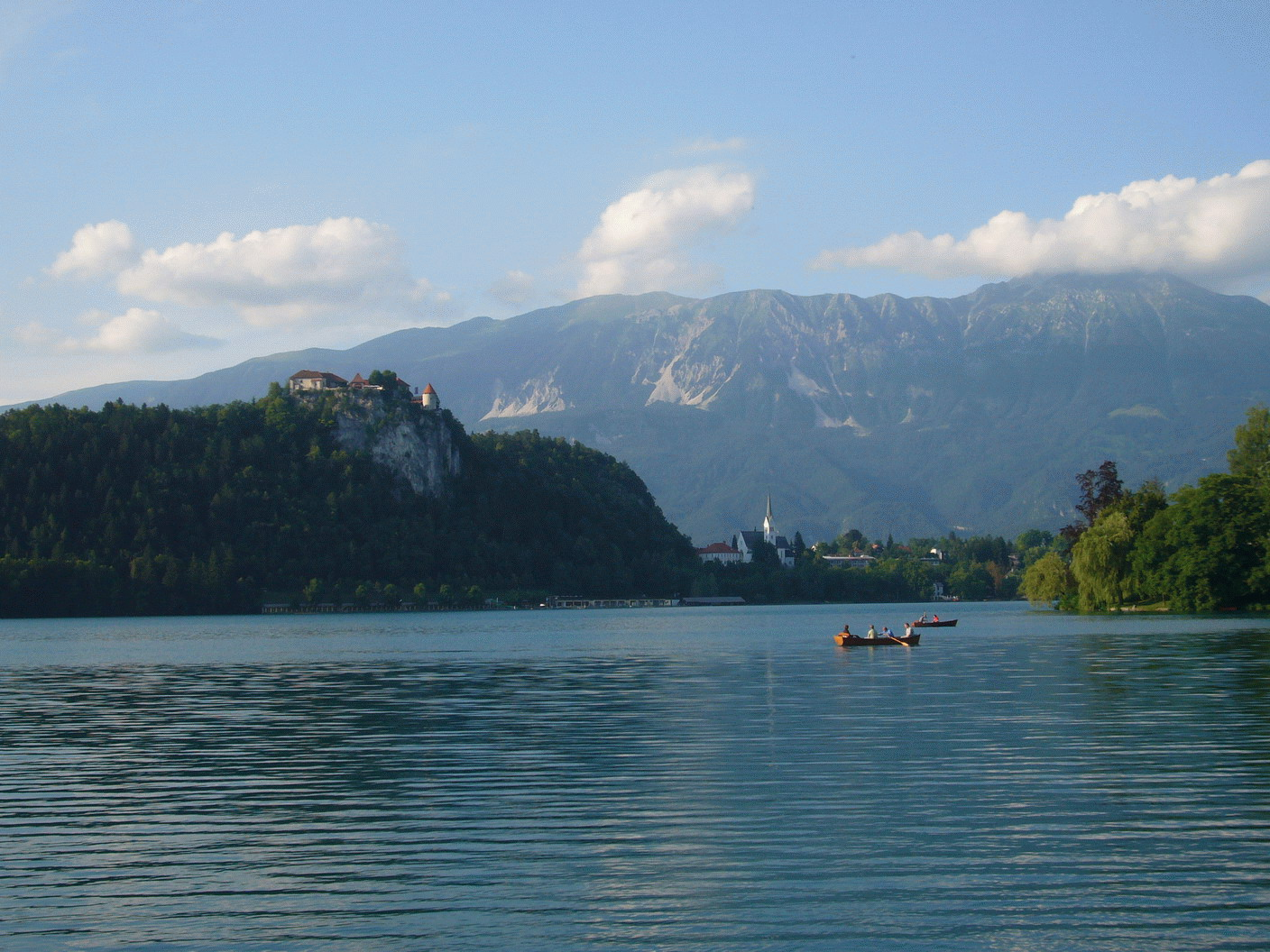
Bled (Lacul Bled, Castelul Grimschitz, insula cu biserica Sf.Maria, masivul muntos Karawanken)
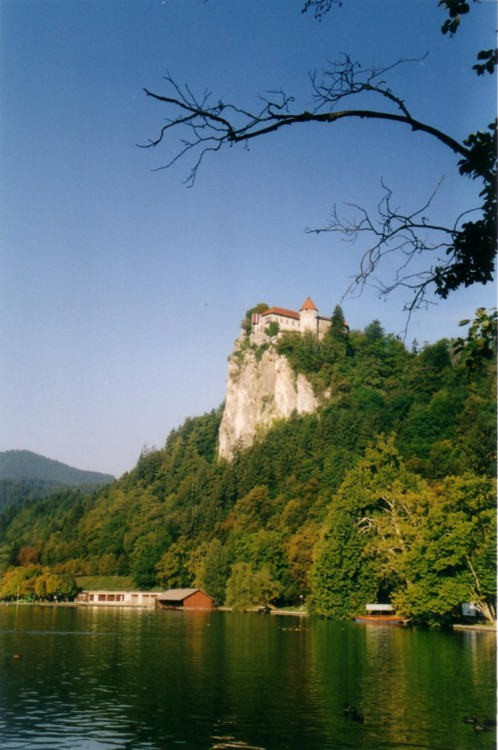
Bled (Lacul Bled, insula “Blejski Otok” cu biserica Sf.Maria)
Bled (Lacul Bled, Castelul Grimschitz)
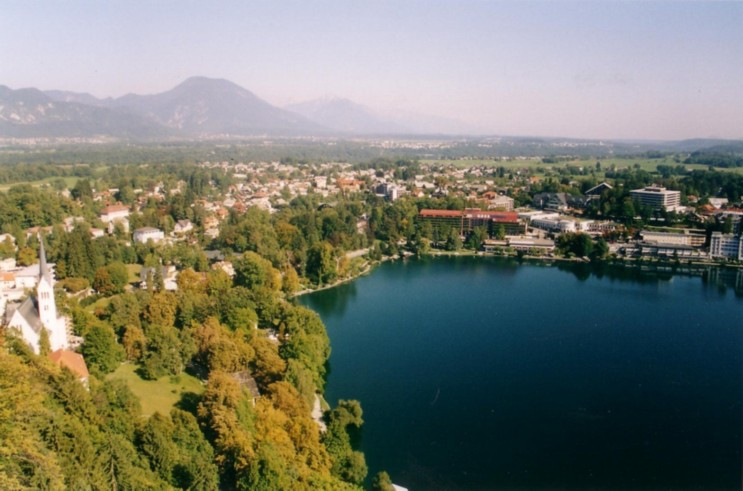
Bled (Vila Bled)